# Rittergut Kitzen

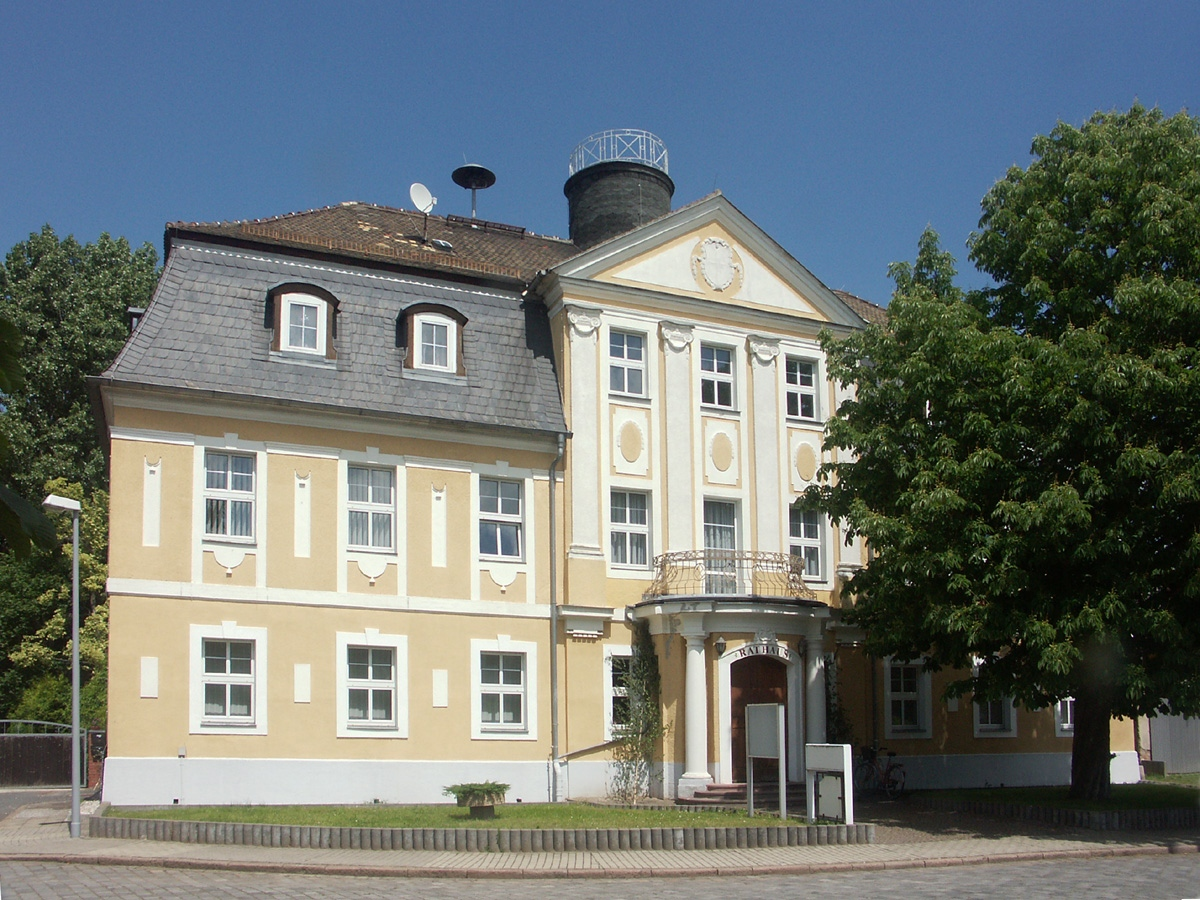
Rittergut Kitzen als Rathaus der Gemeinde, 2009

Das Rittergut Kitzen im heutigen Ortsteil Kitzen der Stadt Pegau im Landkreis Leipzig des Freistaates Sachsen war der Sitz verschiedener Adels- und bürgerlicher Geschlechter. Zuletzt wurde das Herrenhaus als Rathaus genutzt.

## Lage
Das Rittergut Kitzen befindet sich in der Ortslage des gleichnamigen Dorfes. Früher gehörte auch das Vorwerk Kleinschkorlopp dazu.

## Geschichte
Das Rittergut Kitzen lag im Hochstift Merseburg, das im 1657 gebildeten Herzogtum Sachsen-Merseburg aufgegangen war. Aus dem Rittergut ist seit mindestens dem Jahre 1660 die adlige Familie Haacke nachweisbar, die hier bis 1719 ihren Sitz hatte. Als der letzte Besitzer ohne männliche Lehnserben starb, fiel das Rittergut kurzzeitig an die mitbelehnte obersächsische Adelsfamilie Rex, die das Rittergut gegen Bezahlung an die Tochter des letzten Haacke-Besitzers verkaufte.
Aufgrund von erheblichen Schulden erfolgte 1728 die öffentliche Versteigerung des Rittergutes. Carl von Dieskau († 1747) war der Höchstbieter und bezog nunmehr das Gut, das seine Nachkommen bis 1789 in Besitz hatten, bevor es an die Frau des Pegauer Rentamtmanns Hänel geb. Auerbach verkauft wurde, die Kitzen bis 1809 besaß. Der Leipziger Kauf- und Handelsmann Lücke übernahm daraufhin bis 1821 das Gut, das er an den wohlhabenden Witwer Alexander Freiherr von Wylich aus Diersfordt bei Wesel weiterverkaufte. Dieser benutzte Kitzen hauptsächlich als Geldanlage. Testamentarisch fiel es nach seinem 1831 erfolgten Tod an seine nächsten Blutsverwandten, seine Nichte Gräfin von Dankelman und deren Bruder, seinen Neffen, Freiherr von Hertefeld. Ab 1857 folgten als Eigentümer mehrere bürgerliche Besitzer des Rittergutes.
Als ab September 1945 die Bodenreform durchgesetzt und Großgrundbesitzer ab 100 Hektar enteignet wurden, traf dies auch auf die Besitzer des Rittergutes Kitzen zu.  Am 23. November 1945 wurde das Land an 59 Kitzener Neubauern aufgeteilt. Im Gebäude des Rittergutes kamen fortan mehrere Kriegsflüchtlinge und Vertriebene aus den deutschen Ostgebieten unter.
1952 wurde das Herrenhaus in ein Kulturhaus der Gemeinde Kitzen umgewandelt, in dem Tanzveranstaltungen sowie Kino- und Theaterveranstaltungen stattfanden. Außerdem wurde bis 1961 der Park des Rittergutes im Rahmen des Nationalen Aufbauwerks mit Bänken und neuen Bäumen ausgestattet und zu einem öffentlichen Erholungszentrum umgestaltet.
Ab 1992 wurde das Herrenhaus zum Rathaus der Gemeinde Kitzen umgebaut, das bis zur Eingemeindung 2012 als solches genutzt wurde. 2015 wurde mit der Restaurierung des Inspektorenhauses begonnen.